# 陈官屯镇 (天津市)
陈官屯镇，是中华人民共和国天津市静海区下辖的一个乡镇级行政单位。

## 行政区划
陈官屯镇下辖以下地区：
高泽村、吕官屯村、张官屯村、王官屯村、高官屯村、东钓台村、一街村、二街村、三街村、南长屯村、北长屯村、袁村、谭村、西长屯村、小集村、潘村、曹村、小钓台村、邹家咀村、西钓台村、纪庄子村、胡辛庄村、小赵家洼村和大赵家洼村。